# Vittorio Lucarelli
Vittorio Lucarelli, född 31 oktober 1928 i Rom, död 16 februari 2008 i Tivoli, var en italiensk fäktare.
Lucarelli blev olympisk guldmedaljör i florett vid sommarspelen 1956 i Melbourne.